# Fate/EXTRA Record
《Fate/EXTRA Record》是由日本遊戲開發商TYPE-MOON旗下子公司TYPE-MOON studio BB開發的角色扮演游戏。本作為《Fate/EXTRA》的重製版。

## 开发
2020年7月22日，因《Fate/EXTRA》迎來10週年紀念日，型月旗下工作室TYPE-MOON studio BB宣布重製版並取名為《Fate/EXTRA Record》。本作由《Fate/EXTRA》原班人馬擔任並採用虛幻引擎製作。2024年7月21日，TYPE-MOON studio BB開設官方X帳號。

## 外部連結
- Fate/EXTRA Record的X（前Twitter）
- 官方网站 （日語）